# Albert Thibaudet
Albert Thibaudet (Tournus, 1º aprile 1874 – Ginevra, 1936) è stato un critico letterario e francesista francese, specialista di letteratura francese, appartenente alla cosiddetta Scuola di Ginevra di critica letteraria.
Allievo di Henri Bergson, fu professore di Jean Rousset. Insegnò all'Università di Ginevra, tenendo la cattedra che venne poi occupata da Marcel Raymond. Curò opere di Balzac, Flaubert, Montaigne, Tucidide ecc. e collaborò alla "NRF" di Gaston Gallimard. Fu anche autore di qualche prosa letteraria e di memorie di viaggio in Grecia.
Fu il fondatore della cosiddetta Scuola di Ginevra di critica letteraria.

## Opere
- La campagne avec Thucydide, 1922 (su Tucidide)
- Gustave Flaubert 1821-1880: sa vie, ses romans, son style, 1922, 1936 (su Gustave Flaubert)
- Trente ans de vie francaise, 3 voll.
  - Les idées de Charles Maurras, 1920 (su Charles Maurras)
  - La vie de Maurice Barrès, 1921 (su Maurice Barrès)
  - Le Bergsonisme, 1923 (su Henri Bergson)
- Intérieurs: Baudelaire, Fromentin, Amiel, 1924 (su Charles Baudelaire, Eugène Fromentin e Henri-Frédéric Amiel)
- Les princes lorrains, 1924 (su Maurice Barrès)
- Le liseur de romans, 1925 (tra saggio e narrativa)
  - trad. it. di Federico Bertoni, Il lettore di romanzi, Napoli: Liguori, 2000
- Étranger, ou Études de littérature anglaise, 1925
- La poésie de Stéphane Mallarmé: étude litteraire, 1926 (su Stéphane Mallarmé)
- Les images de Grece, 1926
- La république des professeurs, 1927 (tra saggio sugli intellettuali e narrativa)
- Acropole, 1929 (con 47 foto di Fred Boissonnas) (sull'acropoli)
- Amiel, ou La part du rêve, 1929 (su Henri-Frédéric Amiel)
- Mistral, ou La République du soleil, 1930 (su Frédéric Mistral)
- Physiologie de la critique, 1930
  - trad. it. di Gianpiero Ghini, La fisiologia della critica, con una lettera di Luciano Anceschi, Firenze: Alinea, 1988
- Stendhal, 1931 (su Stendhal)
- Les idées politiques en France, 1932
- Histoire de la littérature française de 1789 à nos jours, 1936
  - trad. it. di Jone Graziani, Storia della letteratura francese dal 1789 ai giorni nostri (1936), Milano: Il Saggiatore, 1967; Milano: Garzanti, 1974; Milano: Arnoldo Mondadori Editore, 1992
- Réflexions sur la littérature, 1938
- Réflexions sur la critique, 1939
- Panurge à la guerre, 1940